# 加密媒体扩展
加密媒体扩展（Encrypted Media Extensions，EME）是W3C提出的一种规范，用于在Web浏览器和DRM代理软件之间提供通信通道。EME作为一个应用编程接口（API），可以直接播放网页浏览器中受保护的内容。
EME一直存在很多争议。它由Google、Microsoft和Netflix的工程师开发，得到了多家营利性机构的支持，但被自由软件基金会和电子前哨基金会等非营利组织批评。